# Orroral River
Der Orroral River ist ein kleiner Fluss im Zentrum des Australian Capital Territory (ACT; Hauptstadtterritorium von Australien).
Er einspringt an den Hängen des Dutchies Peak im Zentrum des Namadgi-Nationalparks und fließt nach Südosten. Nördlich der Siedlung Glendale Crossing mündet er in den Gudgenby River.